# Судханоті (район)
Судханоті (також пишеться Район Судхануті) (урду ضلع سدھنوتی), що означає «серце суданів» або «серце суданів») — один із 10 районів Азад-Кашміру, залежної від Пакистану території. Район Судханоті межує на півночі та сході з районом Пунч, на півдні з районом Котлі, а на заході з районом Равалпінді провінції Пенджаб у Пакистані. Знаходиться в 90 км від Ісламабаду, столиці Пакистану. Він з'єднаний з Равалпінді та Ісламабадом через шосе Азад Паттан.
Штаб-квартира округу — місто Палландрі. Він знаходиться на висоті 1372 метри і знаходиться на відстані 97 кілометрів від Равалпінді по дорозі Азад Паттан. Палландрі з'єднаний з Равалакотом 64-кілометровою металевою дорогою.

## Історія
Судханоті, чиє перше ім'я було Бхан Я (Брахман), який зазнав поразки від пуштунських загарбників садозаїв у тринадцятому столітті нашої ери, переміг Бхагар Раджпутів і назвав це Судханоті. Штат Судханоті є одним із колишніх десяти штатів Джамму та Кашміру. Його історія нараховує приблизно тисячу тисячу двісті років. Судганоті управлявся брахманами з 830 по 1105 рік нашої ери.
Брахман Радж був захоплений раджпутами з гірського Пенджабу в 1005 році і захопив Судханоті в 1105 році. Раджпути Бхагар правили Суданоті з 1105 по 1360 рік. Афганський вождь на ім'я Наваб Джассі Хан напав на раджпутів Бхагар у 1360 році нашої ери, розгромивши їх і встановивши власний уряд Садозай.
Пізніше з 1940 по 1947 рік це був техсіль провінції Джамму, після чого в 1947 році Судханоті став столицею революційного уряду Азад Кашмір, який був столицею революційного уряду Азад Кашмір з 1947 по 1949 рік.
Після цього в 1960 році Судханоті було розділено на чотири округи, а Судханоті перетворили на округ.
- Культурна спадщина Судханоті
- Форт в Пуні
- Форт Бхаранд
- Форт Барель
- Форт Мандхол

## Адміністративний поділ
Район Судханоті поділений на чотири техсіли:
- Белудж Техсіль
- Манг Техсіль
- Палландрі Техсіль
- Траркхель Техсіль[5].

## Населення
Населення Судханоті становить 297 584 особи згідно з переписом 2017 року.
Основною рідною мовою є пахарі, якою розмовляє приблизно 95% населення.